# De Vigilantie
De Vigilantie (De waakzaamheid) is een pakhuis in Alkmaar dat vermoedelijk in de tweede helft van de 17e eeuw werd gebouwd. Opvallend aan het gebouw is dat het geen gebruikelijke tuitgevel heeft maar een rijk versierde 'verhoogde halsgevel', bekroond door een gebroken fronton met stenen vaas.